# The Secret (serie de televisión)
The Secret, es una serie británica transmitida del 29 de abril del 2016 hasta el 20 de mayo del 2016 por medio de la cadena ITV. 
La miniserie está basada en la verdadera historia del libro "Let This Be Our Secret" del galardonado periodista británico Deric Henderson, que cuenta los asesinatos cometidos por el dentista de Irlanda del Norte, Colin Howell.

## Historia
La miniserie sigue la verdadera historia del doble asesinato de Lesley Howell y el oficial de policía Trevor Buchanan cometidos por sus respectivos esposos Colin Howell y su amante Hazel Buchanan, quienes luego de conocerse en su iglesia local comienzan a conspirar para matarlos. 
Los cuerpos de Lesley y Trevor fueron encontrados abandonados en un garaje de coches en Castlerock, County Londonderry, en Irlanda de Norte en mayo de 1991.
Howell asesina primero a Lesley el día del cumpleaños de su hijo Daniel, luego de asfixiarla, mientras tanto Hazel droga a Trevor luego de ponerle tranquilizantes en su sándwich y cuando esté despierta descubre que está amarrado y muriendo lentamente. Cuando la policía descubre el amorío, Colin utiliza una carta en donde Lesley decía que quería quitarse la vida (después de la muerte de su padre y de descubrir las infidelidades de Colin), para hacerles creer que las muertes habían sido un suicidio doble y que se habían quitado la vida después de descubrir las infidelidades de sus respectivas parejas. 
La policía cree que fue un suicidio y deciden no continuar con las investigaciones. Mientras tanto el amorío continúa por otros seis años más, hasta que termina cuando Colin se casa con Kyle Jorgensen, con quien tiene cinco hijos, mientras que Hazel se casa con Dave Stewart, otro oficial de la policía.
Sin embargo luego de casi 20 años y después de la muerte de su hijo, Matthew (quien murió luego de caerse en un accidente en el extranjero), Colin Howell sintiéndose culpable finalmente confiesa los asesinatos y nombra a Hazel como su cómplice. Colin también confiesa haber abusado de varias de sus pacientes, mientras trabajó como dentista.
En el 2011 Colin fue sentenciado a cadena perpetua por los asesinatos con un mínimo de 21 años, mientras que Hazel fue sentenciada a 18 años (Colin y Lesley Clarke estuvieron casados de junio de 1983 hasta el día de su asesinato y tuvieron cuatro hijos Matthew, Lauren, Daniel y Jonathan, mientras que Hazel y Trevor estuvieron casados de julio de 1981 hasta el día de su asesinato y tuvieron dos hijos Lisa y David)

## Personajes

### Personajes principales
| Actor              | Personaje                    | Ocupación          | N.º de episodios | Duración |
| ------------------ | ---------------------------- | ------------------ | ---------------- | -------- |
| James Nesbitt      | Colin Howell                 | Dentista           | 4                | 2016     |
| Genevieve O'Reilly | Hazel Elkin-Buchanan/Stewart | Maestra            | 4                | 2016     |
| Laura Pyper        | Lesley Clarke-Howell         | Enfermera          | 2                | 2016     |
| Glen Wallace       | Trevor Buchanan              | Oficial de Policía | 2                | 2016     |
| Stuart Graham      | Dave Stewart                 | Oficial de Policía | 2                | 2016     |
| Katherine Kingsley | Kyle Jorgensen-Howell        | -                  | 2                | 2016     |

### Personajes secundarios
| Actor                                  | Personaje                  | Ocupación           | N.º de episodios | Duración |
| -------------------------------------- | -------------------------- | ------------------- | ---------------- | -------- |
| Patrick O'Kane                         | Victor Buchanan            | -                   | 3                | 2016     |
| Nina Woods Danielle Magennis           | Lauren Howell-Bradford     | Estudiante          | 3 2              | 2016     |
| Murray Speers Ash Cook                 | Daniel Howell              | Doctor              | 3 2              | 2016     |
| Jack Erdis Rhys Dunlop                 | Andrew Buchanan            | Diseñador Gráfico   | 3 2              | 2016     |
| Sophie Mellotte Amy Shiels             | Lisa Buchanan              | Enfermera           | 3 2              | 2016     |
| B.J. Hogg                              | Jim Bauchanan              | -                   | 2                | 2016     |
| Julia Dearden                          | Lily Buchanan              | -                   | 2                | 2016     |
| Riley Hamilton Rory Bradley Rob Malone | Matthew Howell             | -                   | 2 1              | 2016     |
| Jason Watkins                          | John Hansford              | Pastor              | 2                | 2016     |
| Alan McKee                             | Hutchinson                 | Detective Inspector | 2                | 2016     |
| David Pearse                           | Andy Comerford             | -                   | 2                | 2016     |
| Patrick FitzSymons                     | Derek McAuley              | -                   | 2                | 2016     |
| Ali White                              | Hilary McAuley             | -                   | 2                | 2016     |
| Mark Claney                            | Christopher "Chris" Clarke | -                   | 1                | 2016     |
| Jonathan Harden                        | Devine                     | Detective           | 1                | 2016     |
| Liam McMahon                           | Ferris                     | Detective Sargento  | 1                | 2016     |
| Colin Carnegie                         | Anthony Hart               | Juez                | 1                | 2016     |
| Paul Kennedy                           | Foreman                    | Jurado              | 1                | 2016     |

## Episodios
La miniserie estuvo conformada por 4 episodios.

## Producción
La miniserie contó con la participación del director Nick Murphy y el escritor Stuart Urban.
También contaron con la participación del productor Jonathan Curling, de los productores ejecutivos Mark Redhead y Stuart Urban, y el productor asociado Nick Murphy.
La miniserie está basada en la verdadera historia del libro "Let This Be Our Secret" del galardonado periodista británico Deric Henderson, la cual cuenta la verdadera historia del dentista Colin Howell, quien asesina cruelmente a su esposa Lesley Howell y a Trevor Buchanan, el esposo de su amante Hazel Stewart, luego de hacer un pacto con ella y ocultan el crimen por 18 años y le hacen creer a todos que las muertes fueron un pacto suicida entre ellos.